# هاتف ذكي
الهاتف الذكي (بالإنجليزية: Smartphone) هو مصطلح يطلق على فئة الهواتف المحمولة الحديثة التي تجمع ميزتين رئيسيتين هما إمكانية التواصل عبر نظام الاتصالات الخلوية ويحتوي على نظام تشغيل متطور، واغلبها ان لم يكن جميعها يستخدم شاشة اللمس واجهةً للمستخدمين متقدمة، ويُشَغِّل تطبيقات المحمول، وإن لم يتفق بين الشركات المصنعة للجوالات على تعريف موحد للهاتف الذكي، فمنهم من يعتبر الهاتف الذكي هو الهاتف الذي يوفر مزايا تصفح الإنترنت ومزامنة البريد الإلكتروني ويحتوي على لوحة مفاتيح افتراضية كاملة، إلا أن التعريف الأصح والأكثر قبولًا اليوم هو أنه الجوال الذي يعمل على أحد أنظمة التشغيل التالية: آي أو إس أو اندرويد أو ويندوز فون، وسيمبيان أو لينوكس أو بلاك بيري.

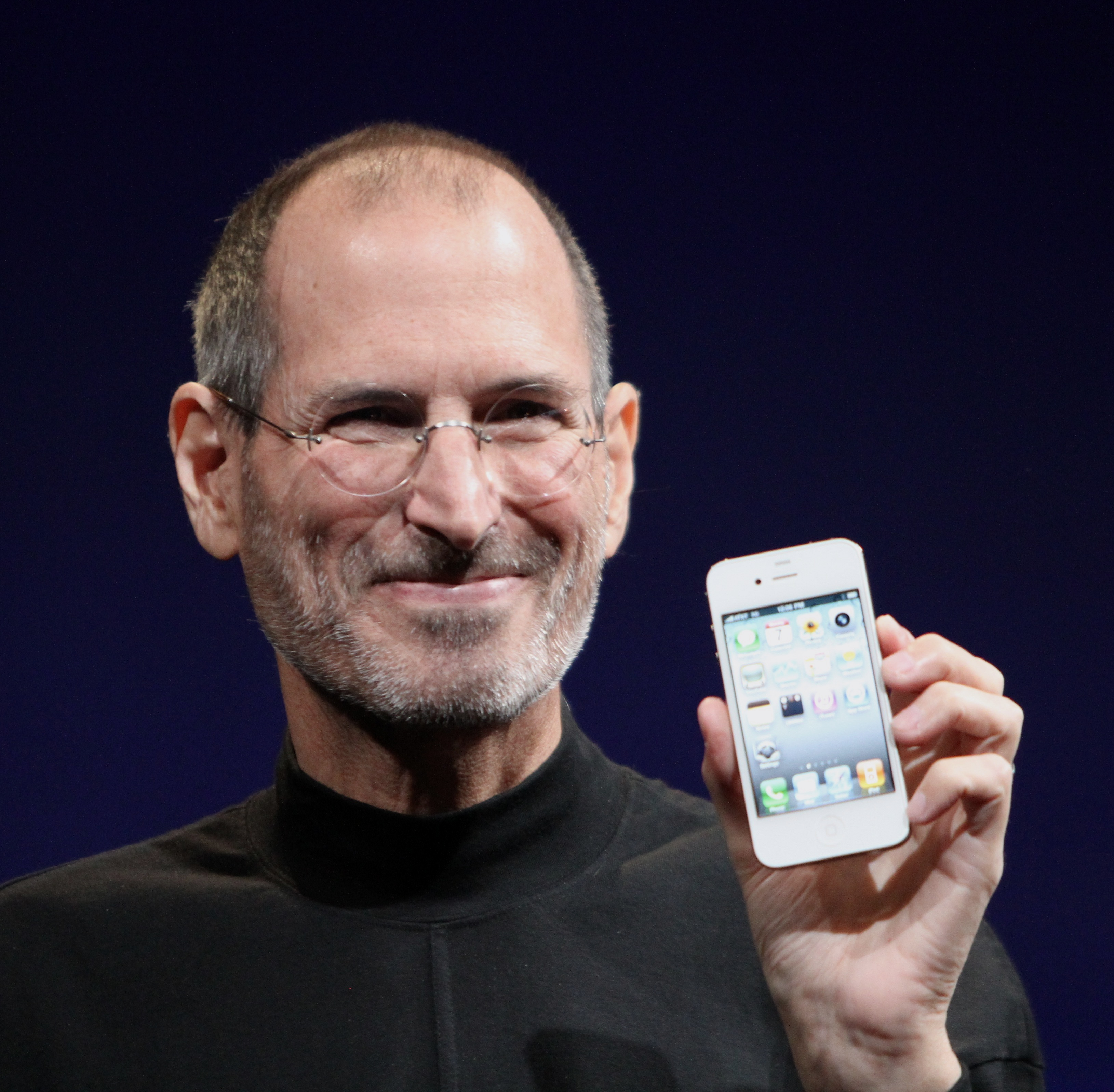
ستيف جوبز يحمل النسخة الرابعة من أجهزة (الايفون) والتي مثلت الشكل السائد من الهواتف الذكية العام 2010

ولا تختلف الهواتف الذكيّة عن الحواسيب المحمولة والحواسيب الشخصيّة أو أي جهازٍ آخر في شَيء كثير، فكل الأجهِزة الذكيّة تتكون من جُزئَين مكملين لبعضهما وهما عتاد الحاسوب وهو الجزء الفيزيائي المُمكن لمسُه والبرمجية وهو الجزء البرمجي المُشغل للجهاز (نظام التشغيل) الذي يقود عتاد الحاسوب والمستخدم بدوره يقوده ومثل ويندوز ولينكس لا يمكن لجهاز أن يعمل دون نظام تشغيل أو سيجد المستخدم نفسه مُقيَّدًا داخل سجن من الأكواد المزعجة، وقد بدأت أنظمة التشغيل في التطور على يد نوكيا حيث أخرجت نظام سيمبيان وكان أول نظام تشغيل متطور بشكل كافي لتلبية الاحتياجات البسيطة وبعض المعقدة، وفي نفس الحقبة الزمنيّة كان نظام Bada OS الخاص بسامسونج يشق طريقه، ولكن تميُّز سيمبيان أو إس كان واضحًا. حيث يعد الإس 60 ويو آي كيو أنظمة تشغيل مطورة عن السيمبيان، بينما يعد نظام تشغيل أي أو إس وغوغل أندرويد ومايمو أنظمة مطورة عن اللينكس، وقد اعتبرت الجوالات العاملة على أحد هذه الأنظمة جوالات ذكية لأنها في الغالب تتوفر فيها جميع الشروط السابقة (باستثناء عدم وجود لوحة المفاتيح الكاملة في أغلب الأجهزة).

## سامسونج وآبل

جهاز Samsung Galaxy Z Flip

شهدت الأعوام الماضية تنافسًا كبيرًا بين آبل وسامسونج حيث بلغت شحنات الهواتف الذكية إلى 1.45 مليار جهاز خلال عام 2016، وكانت شركة سامسونج أكبر بائع للهواتف الذكية حيث بلغت مبيعاتها 308.5 مليون هاتف ذكي في عام 2016، وجاءت شركة آبل في المركز الثاني ببيع إجمالي 215.5 مليون هاتف فإن نظام أندرويد التابع لجوجل يستحوذ على نسبة 85.1% من الحصة في السوق في حين أن نظام التشغيل IOS من آبل سيكون الثاني مع حصة سوقية تبلغ 14.7% فقط.

## تاريخ

### الرائد
أول هاتف ذكي: الهاتف الذكي الأول كان سيمون IBM، وقد صممت في عام 1992 وتظهر كمنتج مفهوم في تلك السنة في كومديكس، المعرض التجاري صناعة الحاسوب الذي عقد في لاس فيغاس، نيفادا. أنه أفرج عنه للجمهور في عام 1993 وباعها بيلساوث، إضافة إلى كونه هاتف المحمول، كما تضمن تقويما ودفترا العناوين والساعة العالمية وحاسبة ومذكرة منصة وعميل البريد الإلكتروني والقدرة على إرسال واستقبال رسائل الفاكس والألعاب. وكان أية أزرار المادية، بدلاً من ذلك استخدام العملاء لمس لتحديد أرقام الهاتف بواسطة إصبع أو إنشاء الفاكس والمذكرات قلم اختياري. أُدْخِل النص مع لوحة مفاتيح على الشاشة «تنبؤية» فريدة من نوعها. بمقاييس اليوم، سيكون سيمون منتج نهاية المنخفضة إلى حد ما، تفتقر إلى كاميرا والقدرة على تثبيت تطبيقات الطرف الثالث. ومع ذلك، طرحت عاليا لها ميزة تعيين الوقت.
أول شركة صممت الهواتف الذكية خط نوكيا هو الأول من الهواتف الذكية نوكيا بدءاً من 9000 نوكيا، صدر في عام 1996. النمط حاسوب palmtop المميزة هذا الهاتف الذكي كان نتيجة لجهد تعاوني لمبكر الناجحة ومكلفة مساعد رقمي شخصي (PDA) قبل Hewlett-Packard الجمع بين الهاتف نوكيا الأفضل مبيعاً حول ذلك الوقت، وأوائل نموذج نماذج اثنين من الأجهزة الثابتة عن طريق المفصلات. الاتصالات تتميز بتصميم صدفي، مع شاشة الهاتف ميزة، وواجهة المستخدم ولوحة مفاتيح الهاتف، ولوحة مفاتيح QWERTY مادية، عرض عالية الدقة على الأقل 640 × 200 بكسل وواجهة المستخدم المساعد الشخصي الرقمي تحت الباب. البرنامج يستند إلى نظام التشغيل V3.0 توقعات البيئة العالمية، تبرز رسالة البريد الإلكتروني وتصفح الويب تستند إلى نص. وفي عام 1998، أنه أعقب نوكيا 9110، وفي عام 2000 نوكيا 9110i، مع استعراض قدرات ويب المحسنة.
استخدام مصطلح الذكي
استخدمت مصطلح 'الذكي' في عام 1997 للمرة الأولى عندما كشفت إريكسون مفهوم الهاتف.

## المعدات
يحتوي الهاتف الذكي النموذجي على عدد من رقائق الدوائر المتكاملة (IC) بأكسيد المعادن وأشباه الموصلات (MOS) ، والتي تحتوي بدورها على مليارات من ترانزستورات MOS الصغيرة ذات التأثير الميداني (MOSFETs). يحتوي الهاتف الذكي النموذجي على شرائح MOS IC التالية:
● معالج التطبيق (نظام CMOS على شريحة)
● ذاكرة فلاش (ذاكرة MOS عائمة البوابة)
● مودم خلوي (النطاق الأساسي RF CMOS)
● RF جهاز الإرسال والاستقبال (RF CMOS)
● مستشعر صورة كاميرا الهاتف (مستشعر صورة CMOS)
● دائرة متكاملة لإدارة الطاقة (MOSFETs الطاقة)
● برنامج تشغيل الشاشة (مشغل LCD أو LED)
● شرائح الاتصال اللاسلكي (واي فاي ، بلوتوث ، مستقبل نظام التموضع العالمي)
● شريحة الصوت (برنامج ترميز الصوت ومضخم الطاقة)
● جيروسكوب
● جهاز تحكم بشاشة لمس سعوية (ASIC و DSP)
● مضخم طاقة (RF (LDMOS
وقد جهز بعضها أيضًا بجهاز استقبال راديو FM ، ومصباح LED لإعلام الأجهزة، وجهاز إرسال بالأشعة تحت الحمراء لاستخدامه كوحدة تحكم عن بعد. وقلة قليلة من لديهم أجهزة استشعار إضافية مثل مقياس الحرارة لقياس درجة الحرارة للبيئة المحيطة، ومقياس الرطوبة للرطوبة، وجهاز استشعار لقياس الأشعة فوق البنفسجية.

### وحدة معالجة مركزية
تحتوي الهواتف الذكية على وحدات معالجة مركزية (CPUs)، مماثلة لتلك الموجودة في أجهزة الحاسوب، ولكنها مُحسّنة للعمل في بيئات منخفضة الطاقة. في الهواتف الذكية، عادةً تُدمج وحدة المعالجة المركزية في معالج تطبيقات CMOS (نظام على شريحة (SoC) مكمل مكمل لأكسيد المعادن وأشباه الموصلات).
لا يعتمد أداء وحدة المعالجة المركزية المحمولة على معدل الساعة (يُعطى عمومًا بمضاعفات الهرتز) ولكن أيضًا على التسلسل الهرمي للذاكرة. بسبب هذه التحديات، غالبًا ما يُعْطَى أداء وحدات المعالجة المركزية للهاتف المحمول بشكل أكثر ملاءمة من خلال الدرجات المستمدة من الاختبارات المعيارية المختلفة لقياس الأداء الفعال الحقيقي في التطبيقات شائعة الاستخدام.

### أزرار
عادةً ما تكون الهواتف الذكية مزودة بزر تشغيل وأزرار مستوى الصوت. وتوحد بعض أزواج الأزرار لتعديل الصوت. وبعضها مجهز بزر مصراع الكاميرا المخصص. وقد تكون الوحدات المخصصة للاستخدام الخارجي مزودة بمكالمة طوارئ "SOS" و "PTT" (زر الضغط والتحدث). وانخفض وجود الأزرار المادية الموجودة على الجانب الأمامي مثل أزرار الصفحة الرئيسية والتنقل خلال العقد الأول من القرن الحادي والعشرين، حيث استبدلت بشكل متزايد بأجهزة استشعار سعوية تعمل باللمس وأزرار محاكاة (على الشاشة).
كما هو الحال مع الهواتف المحمولة الكلاسيكية، جهزت الهواتف الذكية المبكرة مثل Samsung Omnia II بأزرار لقبول المكالمات الهاتفية ورفضها. نظرًا للتقدم في الوظائف إلى جانب المكالمات الهاتفية، فقد استبدلت بشكل متزايد بأزرار التنقل مثل "القائمة" (المعروفة أيضًا باسم "الخيارات") و "الرجوع" و "المهام". بالإضافة إلى ذلك، جهزت بعض الهواتف الذكية في أوائل العقد الأول من القرن الحادي والعشرين مثل HTC Desire بزر "بحث" (🔍) للوصول السريع إلى محرك البحث في شبكة الويب أو ميزة البحث الداخلي للتطبيقات.
منذ عام 2013، بدأت الأزرار الرئيسية للهواتف الذكية في دمج ماسحات بصمات الأصابع، بدءًا من iPhone 5s و Samsung Galaxy S5.
قد تعين وظائف لمجموعات الأزرار. على سبيل المثال، يمكن عادةً التقاط لقطات الشاشة باستعمال زري المنزل والطاقة، بضغطة قصيرة على iOS وثانية واحدة مع نظام التشغيل Android OS، في أكثر أنظمة تشغيل الأجهزة المحمولة شيوعًا. على الهواتف الذكية التي لا تحتوي على زر الصفحة الرئيسية الفعلي، عادةً ما يضغط على زر خفض مستوى الصوت بدلاً من ذلك. وقد تحتوي بعض الهواتف الذكية على لقطة شاشة وربما اختصارات screencast في شريط زر التنقل أو قائمة زر الطاقة.

### عرض
الشاشة هي إحدى الخصائص الرئيسية للهواتف الذكية. اعتمادًا على تصميم الجهاز، تملأ الشاشة معظم أو تقريبًا كل المساحة الموجودة على السطح الأمامي للجهاز. وتحتوي العديد من شاشات الهواتف الذكية على نسبة عرض إلى ارتفاع تبلغ 16:9، ولكن أصبحت النسب الأطول أكثر شيوعًا في عام 2017، بالإضافة إلى هدف التخلص من الحواف من خلال توسيع سطح الشاشة إلى أقرب ما يمكن من الحواف.

### أحجام الشاشة
تقاس أحجام الشاشة بالبوصة القطرية. غالبًا ما يطلق على الهواتف ذات الشاشات الأكبر من 5.2 بوصة اسم "فابلت". يصعب عادةً استخدام الهواتف الذكية ذات الشاشات التي يزيد حجمها عن 4.5 بوصة بيد واحدة فقط، نظرًا لأن معظم الإبهام لا يمكنه الوصول إلى سطح الشاشة بالكامل؛ قد يحتاجون إلى تحريكها في اليد، والإمساك بها في إحدى اليدين والتلاعب بها من قبل الأخرى، أو استخدامها في مكانها بكلتا اليدين. نظرًا للتطورات في التصميم، فإن بعض الهواتف الذكية الحديثة ذات أحجام الشاشة الكبيرة والتصميمات " من الحافة إلى الحافة" لها تصميمات مدمجة تعمل على تحسين بيئة العمل، بينما أدى التحول إلى نسب العرض إلى الارتفاع الأطول إلى ظهور هواتف ذات أحجام شاشة أكبر مع الحفاظ على بيئة العمل المرتبطة بها. مع شاشات أصغر 16:9.

### أنواع الألواح
شاشات الكريستال السائل وشاشات الصمام الثنائي العضوي الباعث للضوء (OLED) هي الأكثر شيوعًا. وتدمج بعض شاشات العرض مع محولات رقمية حساسة للضغط، مثل تلك التي طورتها Wacom و Samsung ونظام Apple's Force Touch. وجهز عدد قليل من الهواتف، مثل النموذج الأولي لهاتف YotaPhone، بشاشة خلفية ورقية إلكترونية منخفضة الطاقة، كما هو مستخدم في أجهزة قراءة الكتب الإلكترونية.

### طرق الإدخال البديلة
جهزت بعض الأجهزة بطرق إدخال إضافية مثل القلم لإدخال دقة أعلى واكتشاف التحويم، و/أو طبقة شاشات تعمل باللمس بالسعة الذاتية لاكتشاف الإصبع العائم. طبق هذا الأخير على عدد قليل من الهواتف مثل Samsung Galaxy S4 و Note 3 و S5 و Alpha و Sony Xperia Sola، مما يجعل Galaxy Note 3 هو الهاتف الذكي الوحيد مع كليهما حتى الآن.
يمكن أن يؤدي التمرير إلى تمكين تلميحات أدوات المعاينة مثل شريط البحث الخاص بمشغل الفيديو، وفي الرسائل النصية، وجهات الاتصال السريعة على لوحة الاتصال، بالإضافة إلى الرسوم المتحركة لشاشة القفل، ومحاكاة مؤشر الماوس الذي يحوم على مواقع الويب.
تدعم بعض الأقلام أيضًا التحويم ومزودة بزر للوصول السريع إلى الأدوات ذات الصلة مثل الملاحظات الرقمية اللاحقة وتسليط الضوء على النص والعناصر عند السحب أثناء الضغط، على غرار سحب التحديد باستخدام فأرة الحاسوب. تحتوي بعض السلاسل مثل سلسلة Samsung Galaxy Note وسلسلة LG G Stylus على درج مدمج لتخزين القلم فيه.
قليل من أجهزة الهاتف مثل iPhone 6s حتى iPhone Xs و Huawei Mate S مزودة بشاشة لمس حساسة للضغط، حيث يمكن استخدام الضغط لمحاكاة دواسة البنزين في ألعاب الفيديو، والوصول إلى نوافذ المعاينة والقوائم المختصرة، والتحكم في الكتابة المؤشرة، ومقياس الوزن، لكن آخرهما رفضت من قبل شركة أبل Apple من App Store.
تجهزت بعض الهواتف الذكية HTC في أوائل العقد الأول من القرن الحادي والعشرين مثل HTC Desire (Bravo) و HTC Legend بلوحة تتبع بصرية للتمرير والاختيار.

### ضوء الإشعار
جهزت العديد من الهواتف الذكية باستثناء أجهزة Apple iPhones بصمامات ثنائية ضوئية منخفضة الطاقة إلى جانب الشاشة قادرة على إشعار المستخدم بالرسائل الواردة والمكالمات الفائتة ومستويات البطارية المنخفضة وتسهيل تحديد موقع الهاتف المحمول في الظلام، مع استهلاك هامشي للطاقة.
للتمييز بين مصادر الإشعارات، يمكن أن يختلف تركيبة الألوان والنمط الوامض. عادةً ما تكون ثلاثة ثنائيات باللون الأحمر والأخضر والأزرق (RGB) قادرة على إنشاء العديد من مجموعات الألوان.

### مجسات
جهزت الهواتف الذكية بالعديد من أجهزة الاستشعار لتمكين ميزات النظام وتطبيقات الطرف الثالث.

### أجهزة الاستشعار المشتركة
تتيح مقاييس التسارع والجيروسكوبات التحكم التلقائي في دوران الشاشة. تشمل الاستخدامات بواسطة برامج الجهات الخارجية محاكاة مستوى الفقاعة. يسمح مستشعر الإضاءة المحيطة بتعديل سطوع الشاشة والتباين تلقائيًا ، كما يتيح مستشعر RGB إمكانية تكييف لون الشاشة.
حتى الآن، جهزت هواتف Samsung Galaxy S4 و Note 3 فقط بمستشعر درجة الحرارة المحيطة وجهاز استشعار الرطوبة، ونوت 4 فقط مع مستشعر الأشعة فوق البنفسجية الذي يمكن أن يحذر المستخدم من التعرض المفرط.
يمكن لشعاع الليزر الخلفي الذي يعمل بالأشعة تحت الحمراء لقياس المسافة أن يتيح وظائف كاميرا وقت الرحلة مع التركيز البؤري التلقائي المتسارع، كما هو مطبق على الهواتف المحمولة المختارة من شركة LG بدءًا من LG G3 و LG V10. ولكن نظرًا لحدوثها النادر حاليًا بين الهواتف الذكية، لم تُطَوَّر الكثير من البرامج لاستخدام هذه المستشعرات حتى الآن.

### تخزين
في حين أن تخزين فلاش eMMC (بطاقة الوسائط المتعددة المضمنة) كان الأكثر استخدامًا في الهواتف المحمولة ، ظهر خلفه، UFS (تخزين فلاش عالمي) بمعدلات نقل أعلى طوال العقد الأول من القرن الحادي والعشرين لأجهزة الطبقة العليا.

### السعة
في حين أن سعة التخزين الداخلية للهواتف المحمولة كانت شبه راكدة خلال النصف الأول من عام 2010، فقد ازدادت بشكل أكثر حدة خلال النصف الثاني، مع شركة هواتف سامسونج على سبيل المثال حصل زيادة في خيارات التخزين الداخلية المتاحة لوحدات الفئة الرئيسية من 32 جيجا بايت إلى 512 جيجا بايت GB في غضون عامين ونصف فقط بين عامي 2016 و 2018.

### بطاقات الذاكرة

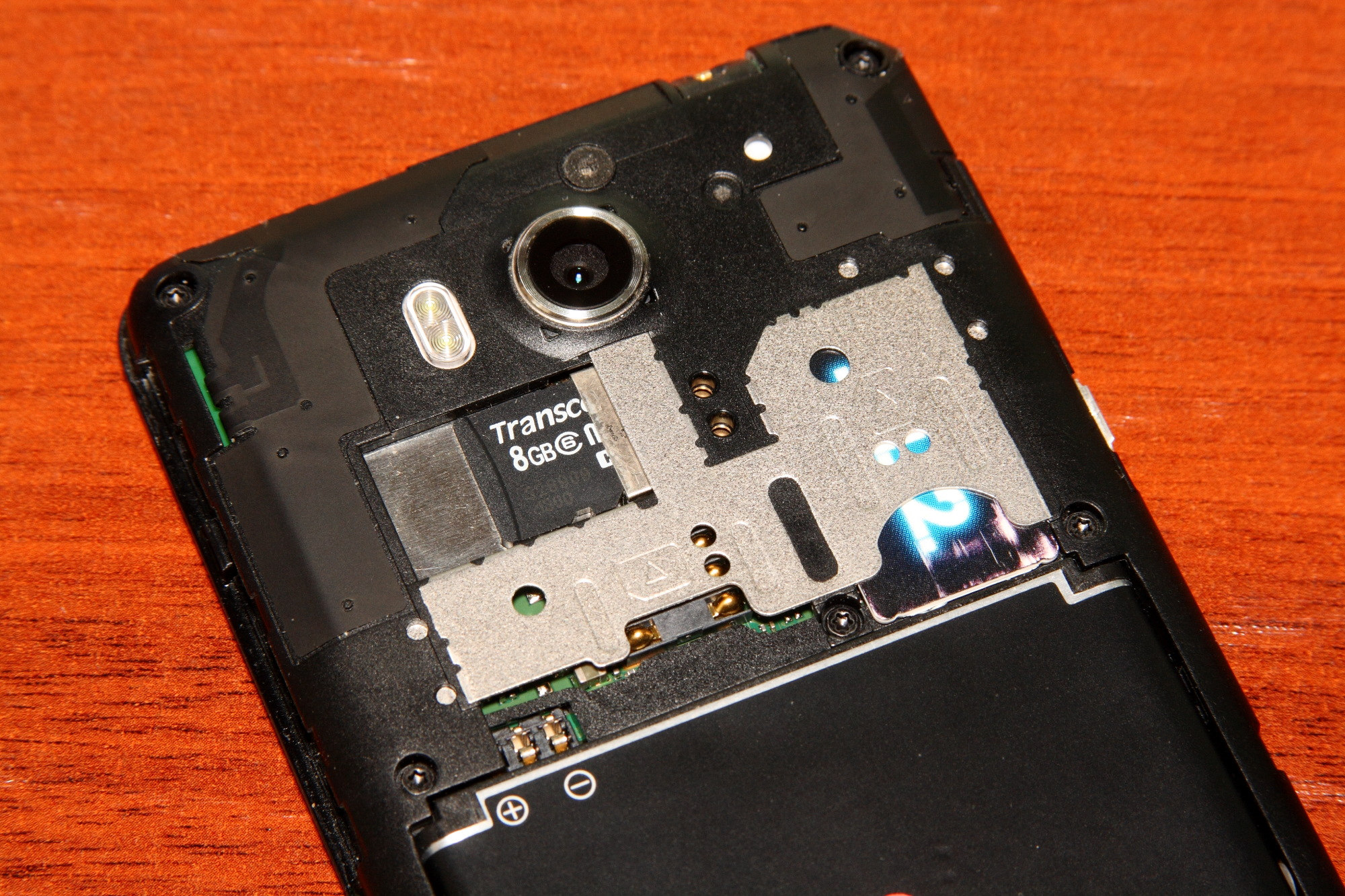
بطاقتي ذاكرة وSIM مدرجة

يمكن توسيع مساحة تخزين البيانات لبعض الهواتف المحمولة باستخدام بطاقات ذاكرة MicroSD ، والتي تضاعفت سعتها خلال العقد الأول من القرن الحادي والعشرين (بطاقة SD § 2009-2018: SDXC).
تشمل المزايا عبر تخزين USB أثناء التنقل والتخزين السحابي التوفر في وضع عدم الاتصال والخصوصية، وعدم الحجز والظهور من منفذ الشحن، وعدم استقرار الاتصال أو زمن الوصول، وعدم الاعتماد على خطط البيانات الضخمة، والحفاظ على دورات إعادة الكتابة المحدودة للداخل الدائم للجهاز تخزين. يمكن نقل كميات كبيرة من البيانات على الفور بين الأجهزة عن طريق تغيير بطاقات الذاكرة، ويمكن قراءة البيانات خارجيًا في حالة تعطل الهاتف الذكي.
في حالة وجود عيوب فنية تجعل الجهاز غير قابل للاستخدام أو غير قابل للتمهيد نتيجة التلف الناتج عن السوائل أو السقوط أو تلف الشاشة أو تلف الانحناء أو البرامج الضارة أو تحديثات النظام الزائفة ، وما إلى ذلك ، فمن المحتمل أن تكون البيانات المخزنة على بطاقة الذاكرة قابلة للإصلاح من الخارج، بينما ستفقد البيانات الموجودة على وحدة التخزين الداخلية التي يتعذر الوصول إليها. يمكن عادةً إعادة استخدام بطاقة الذاكرة على الفور في جهاز مختلف مزود ببطاقة ذاكرة دون الحاجة إلى نقل الملفات مسبقًا.
جهزت بعض الهواتف المحمولة ثنائية الشريحة بفتحة هجينة، حيث يمكن أن تشغل إحدى الفتحتين إما بطاقة SIM أو بطاقة ذاكرة. بعض الطُرز، عادةً ما تكون ذات نهاية أعلى، مزودة بثلاث فتحات بما في ذلك فتحة بطاقة ذاكرة مخصصة للاستخدام المتزامن لبطاقتي SIM وبطاقة الذاكرة.

### الموقع الفعلي
يختلف موقع فتحات بطاقة SIM وبطاقة الذاكرة باختلاف الأجهزة، حيث يمكن الوصول إليها خلف الغطاء الخلفي أو خلف البطارية، حيث تمنع هذه الأخيرة التبديل السريع.
عادةً ما تحتوي الهواتف المحمولة ذات الغطاء الخلفي غير القابل للإزالة على بطاقات SIM والذاكرة في درج صغير على إطار الهاتف، وتستخرج من الجهاز عن طريق إدخال أداة مثل الإبرة في ثقب.
تحتوي بعض الهواتف متوسطة المدى السابقة مثل Samsung Galaxy Fit وAce لعام 2011 على فتحة جانبية لبطاقة الذاكرة على الإطار مغطاة بغطاء يمكن فتحه بدون أداة.

### نقل الملفات
في الأصل، يمكن الوصول إلى وحدات التخزين كبيرة السعة لأجهزة الحاسوب عبر منفذ USB. بمرور الوقت، حيث ازيلت خاصية الوصول إلى وحدة التخزين كبيرة السعة، وترك بروتوكول نقل الوسائط كبروتوكول لنقل الملفات عبر USB، نظرًا لقدرته على الوصول غير الحصري حيث يتمكن الحاسوب من الوصول إلى وحدة التخزين دون أن يقفل بعيدًا عن برنامج الهاتف المحمول لـ مدة الاتصال، وليس هناك ضرورة لدعم نظام الملفات المشترك، حيث يتصل من خلال طبقة التجريد.
ومع ذلك، على عكس وحدات التخزين كبيرة السعة، يفتقر بروتوكول نقل الوسائط إلى التوازي، مما يعني أنه لا يمكن تشغيل سوى عملية نقل واحدة في المرة الواحدة، والتي تحتاج طلبات النقل الأخرى إلى الانتظار حتى تنتهي. وهذا، على سبيل المثال، يمنع تصفح الصور وتشغيل مقاطع الفيديو من الجهاز أثناء عملية نقل الملفات النشطة. تفتقر بعض البرامج والأجهزة إلى دعم MTP. بالإضافة إلى ذلك، لا يُدعم الوصول المباشر والوصول العشوائي للملفات من خلال MTP. وينزل أي ملف بالكامل من الجهاز قبل فتحه.

### الصوت
ظهرت بعض ميزات تحسين جودة الصوت، مثل الصوت عبر إل تي إي وHD Voice وهي متوفرة غالبًا على الهواتف الذكية الأحدث. يمكن أن تظل جودة الصوت مشكلة بسبب تصميم الهاتف وجودة الشبكة الخلوية وخوارزميات الضغط المستخدمة في مكالمات بعيدة المدى. يمكن تحسين جودة الصوت باستخدام تطبيق VoIP عبر شبكة واي فاي. وتحتوي الهواتف المحمولة على مكبرات صوت صغيرة بحيث يمكن للمستخدم استخدام ميزة مكبر الصوت والتحدث مع شخص ما على الهاتف دون وضعه على أذنه. يمكن أيضًا استخدام مكبرات الصوت الصغيرة للاستماع إلى الملفات الصوتية الرقمية للموسيقى أو الكلام أو مشاهدة مقاطع الفيديو باستخدام مكون صوتي، دون تثبيت الهاتف بالقرب من الأذن.
جهزت بعض الهواتف المحمولة مثل HTC One M8 وSony Xperia Z2 بمكبرات صوت مجسمة لإنشاء صوت مكاني عندما تكون في الاتجاه الأفقي.

## الاستخدامات
ساهمت الهواتف الذكية في العديد من الأنشطة الاجتماعية مثل إرسال واستقبال رسائل البريد الإلكتروني مما ساهم في تسهيل إدارة الشركات والمشروعات.
وفي الإعلام بات الآن لا توجد صحيفة، أو قناة إعلاميةن أو مؤسسة إخبارية، ليس لها تطبيق للهواتف الذكية  وهو ما يسهل معرفة الأخبار. وفي الاقتصاد بتنا نعرف أخبار البورصة بأسرع الطرق وعلى الهواتف وبسهولة وسرعة.

### طرق الحماية من السقوط
أصبح استخدام الهواتف الذكية-التي لم تعد تقتصر على الاتصال هاتفيًا فقط- ضرورة ملحة، إن لم تكن فعلاً حاجة معيشية يومية مرافقة لنا معظم ساعات النهار. ذلك ما يزيد من تعرضها لمشكلات الاستخدام اليومية المختلفة ومن أكثرها ضررًا وكلفة ما ينتج عن سقوطها بصورة متكررة وأوضاع مختلفة على الأسطح الصلبة.
قد تصاب الشاشة أو الكاميرا المدمجة أو غيرها من الأجزاء والمفاتيح الرئيسية بالخدش أو الكسر أو التعطل تحت ظروف سقوط الجهاز أو الهاتف المحمول وأهمها: سرعة السقوط والارتفاع وزاوية الاصطدام مع الأرض أو الأسطح المختلفة.

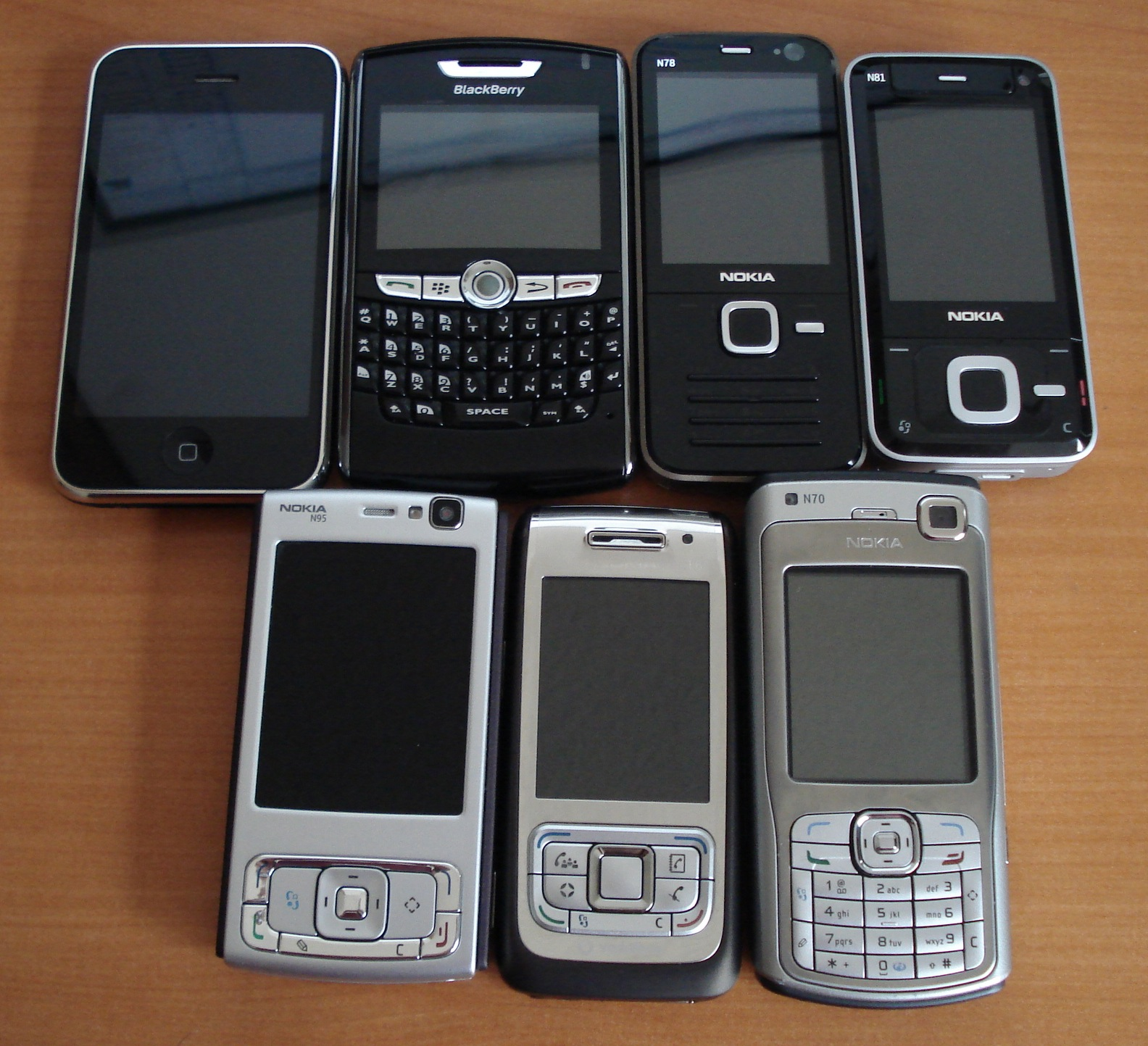
مجموعة من الهواتف

حتى مع استخدام الأغطية واللصاقات الواقية، قد لا نحصل على حماية فعالة من أثر الصدمات غير المتوقعة من حيث الشكل والضرر. الحاجة إلى الوقاية والحماية -وبفعالية عالية- لهذه الأجهزة الحساسة؛ دفعت المهتمين نحو البحث والاستثمار في هندستها وتطويرها للمساعدة في تقليل احتمالات تأذي الأجهزة والهواتف الذكية جراء سقوطها بشكل حر.
تعتمد تقنية الحماية هذه وآليتها على تزويد الجهاز بحساس واحد على الأقل يستطيع التنبؤ بحالة السقوط الحر (Free Fall) ووضعية الجهاز بشكل متزامن مع السقوط، بالإضافة إلى توجيه آلية الحماية لتغيير وضعية سقوط الجهاز توجيه مركز الثقل أو تغيير مكانه.
تعتمد آلية الحماية الموجهة على مبدأ تغيير وضعية الجهاز من خلال تدويره أو قلبه أو حرفه بشكل جانبي عن مسار السقوط، وذلك بهدف توجيه كتلة الجهاز في اتجاه معاكس لجهة السقوط لتخفيف زخم وآثر الاصطدام.
وفي ظروف أخرى، لو كان الجهاز يدور عند سقوطه مع عقارب الساعة، تُولد آلية الحماية عزم دوران بعكس عقارب الساعة يعمل على ضبط دوران الجهاز وذلك من خلال إطلاق غاز مضغوط ومخزَّن في أسطوانة صغيرة مرفقة بآلية الحماية. كما أن لهذه الآلية القدرة على التحكم بالقطع الخارجية في الجهاز كالبطارية، حيث تَقْذِفُ في وضعيات سقوط أو اصطدام معينة البطارية من الجهاز لتخفيف الكتلة أو تشتيت الطاقة المتولدة عن الاصطدام.
(آلية تفكك الهواتف المحمولة عند وقوعها واصطدامها بالأرض كانت منتشرة في الأجهزة القديمة وتحديدًا جهاز نوكيا 3310)
يمكن أيضًا أن تزود آلية الحماية بعملية جذب أو إخفاء للمفاتيح والأزرار الجانبية أو لوحة المفاتيح للتخفيف من أثر اصطدامها بصورة مباشرة مع الأرض أو الأسطح المختلفة.
في حال اتصال الجهاز أو الهاتف مع وصلة سماعات الرأس أو سلك الشاحن، تَسْتَفِيد آلية الحماية -عند السقوط- من هذه الوصلات والتشبث بها ومنع إفلاتها من المقبس، وبذلك تجذب الجهاز نحو المقبس بطريقة تفرمل وتخفف من سرعة السقوط؛ مما يوفر للمستخدم فرصة لمحاولة التقاط الجهاز أو التخفيف من قوة التصادم.
أكثر ما يميز هذه الآلية وجود ذاكرة قادرة على تخزين معلومات السقوط السابقة من ارتفاع وسرعة ودوران وتكرر لظروف حالات السقوط المتشابهة، للاستفادة من هذه المعلومات في توجيه آلية الحماية بفعالية وسرعة أكبر متى تكررت، أو إرسال تلك المعلومات للشركة المصنعة للاستفادة منها في تصميم الأجهزة الجديدة.

## تقنيات الأمان الأحدث

### بصمة العين
التعرف على بصمة العين هي أحد فروع علم المقاييس الحيوية التي تعتمد على تقنية عالية الجودة لتمييز حدقة  أعين الأشخاص.
بصمة قزحية العين التي هي في الوقت الحاضر تعد من  أفضل الطرق الأمنية للتأكد من هوية الأشخاص حيث إنها تعتبر الوسيلة الأكثر أمانًا في العالم.
قدمت سامسونج تقنية التعرف على بصمة العين في سامسونج جالكسي إس 8 التي تعتبر  ميزة ثورية ومن الوسائل الجديدة للأمان والتي تتيح فتح قفل الهاتف، أو الدخول إلى حسابك وإنشاء مُجلد محمي آمن يحفظ تطبيقاتك وصورك ومعلوماتك الشخصية ببصمة العين.